# Zipfel (Couleur)

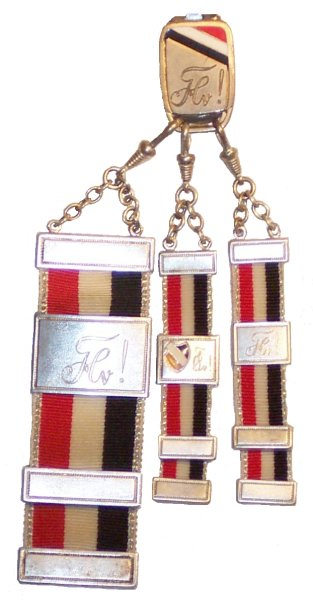
Zipfelbund eines Verbindungsstudenten des Corps Hannovera Hannover

Ein Zipfel (österreichisch Zipf) ist ein Teil der Couleur von Verbindungsstudenten in Form eines Schmuckanhängers. Das Tauschen und Tragen von Zipfeln nimmt einen wichtigen Teil in der couleurstudentischen Kultur ein. 

## Gebrauch und Funktion
Von der Funktion her hat der Zipfel die Eintragung in das Stammbuch abgelöst, das in der ersten Hälfte des 19. Jahrhunderts aus der Mode kam. Zipfel werden von Verbindungsstudenten an andere Verbindungsstudenten verschenkt, mit denen sie ein besonderes Freundschaftsverhältnis verbindet. In den weitaus meisten Fällen beruht die Schenkung auf Gegenseitigkeit, man spricht vom „Zipfeltausch“. Ein Anlass kann der Abschluss eines sogenannten Leibverhältnisses sein, also eines engeren Verhältnisses eines jüngeren („Leibfuchs“) zu einem etwas älteren Studenten („Leibbursch“), der ersterem als eine Art Mentor während seiner ersten Semester dient. Anlass kann auch ein besonderes gemeinsames Erlebnis sein oder allgemein gegenseitige Sympathie. Bei schlagenden Verbindungen ist die Sitte verbreitet, Zipfel anlässlich einer Mensur, dem akademischen Fechten mit scharfen Waffen, zu tauschen. Dabei tauschen die beiden „Gegenpaukanten“. Der mit einem Zipfel Beschenkte ist meist ebenfalls ein Verbindungsstudent, er kann derselben oder aber auch einer anderen Verbindung angehören. Der Zipfel ist dabei in den Farben des Schenkenden (nicht des Empfängers) gehalten.
Bei vielen Verbindungen ist der Zipfelbund ein Teil der Vollcouleur. Bei farbenführenden Verbindungen, also Verbindungen, die zwar Farben führen, die aber nicht Band und Mütze tragen, ist der Zipfelbund oft das einzige Erkennungsmerkmal. 

## Geschichte
Zur Herkunft des Zipfels gibt es unterschiedliche Darstellungen. Zum einen verwendeten nach den Karlsbader Beschlüssen und dem Verbot von Studentenverbindungen die Korporierten ein kurzes Stück ihres Burschenbandes („Das Band ist zerschnitten“, siehe auch: Wir hatten gebauet ein stattliches Haus), das sie in der Tasche trugen, als Erkennungsmerkmal. Zum anderen könnte der Zipfel zur Markierung des eigenen Bierkruges verwendet worden sein, auch unter dem Aspekt der Vermeidung von Infektionskrankheiten. Auch heutzutage wird der Zipfel in dieser Weise verwendet. Andere Quellen gehen davon aus, dass der Zipfel lediglich als Chatelaine zum Befestigen der Taschenuhr diente. Wahrscheinlich ist, dass alle drei Möglichkeiten Einfluss auf die Entstehung des Zipfel hatten.

## Ausführung

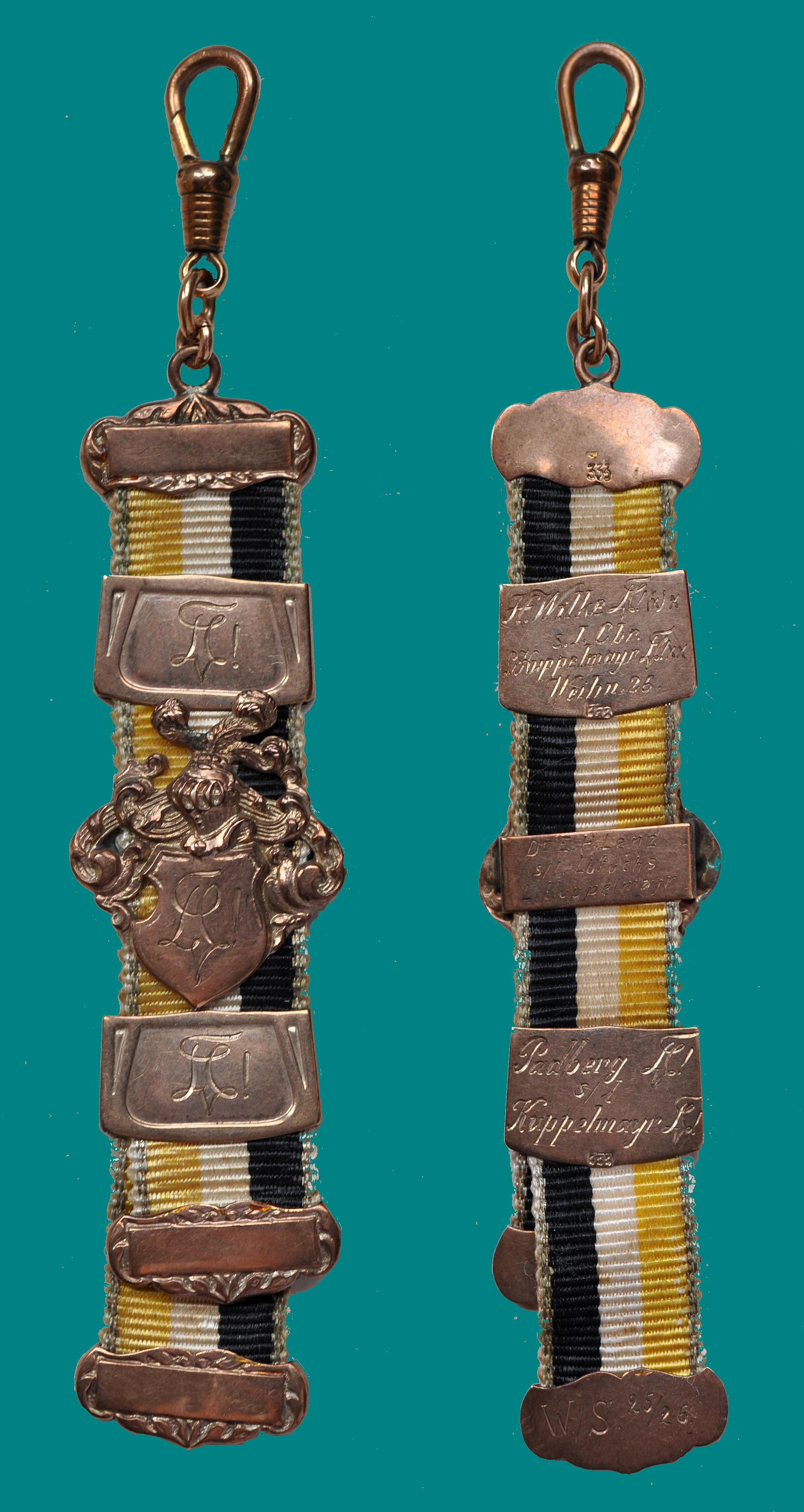
Vorder- und Rückseite eines Weinzipfels mit mehreren Schiebern.

Der Zipfel ist ein Schmuckanhänger aus zwei übereinander gelegten, unterschiedlich langen Stücken in Metall gefassten Couleurbändern und einem oder mehreren aufgezogenen Metallschiebern. Der Schieber ist auf der Vorderseite mit Wappen und/oder Zirkel versehen und auf der Rückseite mit einer Widmung. An der oberen Metallfassung befindet sich ein Kettchen mit einem Karabinerhaken, mit dem der Zipfel am Zipfelhalter befestigt wird. Der Zipfelhalter wiederum wird mit einem Clip am Hosenbund oder an der Westentasche getragen.

## Format
Die Breite des Zipfels wird als Format bezeichnet und orientiert sich an den üblichen Bandbreiten (Bandformaten): Bierzipfel, Weinzipfel, Sektzipfel, Schnapszipfel. Diese Breiten wiederum orientieren sich an den bei Orden und Ehrenzeichen üblichen Bandbreiten. 
Bierzipfel werden üblicherweise nur an den Leibfuchs verschenkt und haben eine Breite von ca. 25–30 mm (heute ca. 27 mm). 
Weinzipfel sind üblich für den Tausch unter Verbindungsstudenten und haben eine Breite von ca. 14 mm. 
Damen kann zu besonderen Anlässen von einer Verbindung für besondere Verdienste oder einem Partner ein Sektzipfel verliehen werden (Sektband ist etwa 7–9 mm breit). 
Schnapszipfel sind sehr selten, im Wingolfsbund werden sie z. B. nur unter leiblichen Brüdern, die beide Wingolfiten sind, getauscht (Schnapsband ist ca. 4 mm breit).

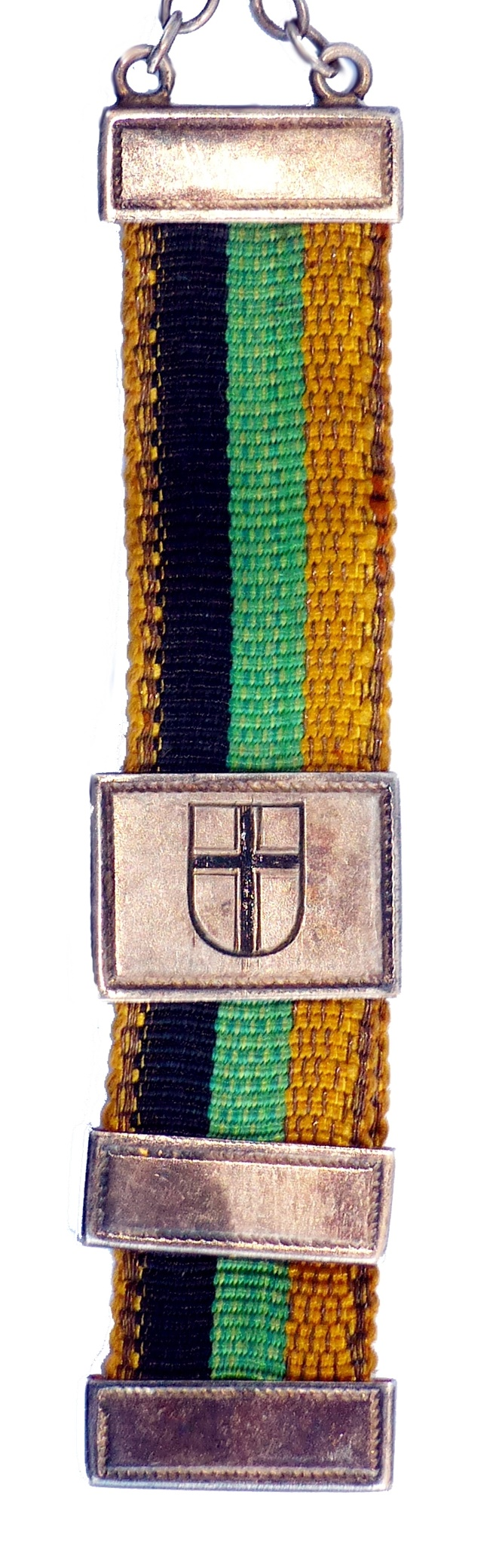
Weinzipfel des Königsberger Corps Agronomia (erloschen)
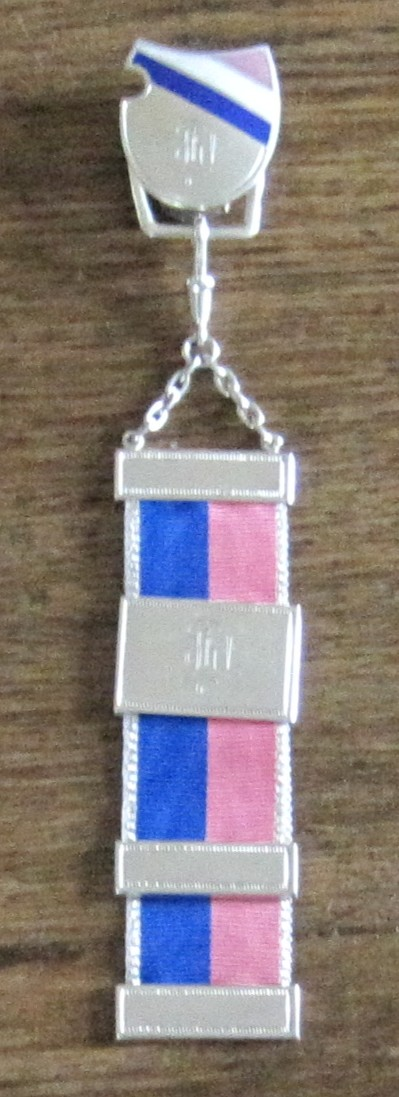
Bierzipfel der Turnerschaft Philippina-Saxonia Marburg. Bei manchen Bünden ist es üblich, den Zipfel des Leibburschen in Fuxenfarben zu halten.